# Ralph Charles Matthews
Ralph Charles Matthews, britanski general, * 1893, † 1968.